# Герб короля Испании

Действующая версия герба монарха Испании, утверждённая 19 июня 2014 года

Герб короля Испании (англ. Escudo de armas del rey de España) — геральдический символ, представляющий монарха Испании. Действующая версия герба монарха была принята в 2014 году, но традиция создания гербов для монархов Испании берёт своё начало с XV века. В королевском гербе Испании отражены элементы гербов бывших монархов Кастилии, Леона, Арагона и Наварры.
Традиционно королевские гербы Испании принадлежали не стране, а лично монарху, который отражал на своём гербе территориальными притязания своей династии. Ранние варианты гербов испанских монархов выглядели сложнее, чем современные, поскольку в них отражались элементы гербов подвластных им территорий. Наряду с полной, использовалась и упрощённая версия королевского герба, которая размещалась в центре полной версии.
Во время пребывания у власти временного правительства (1868-1871), последовавшего за свержением королевы Изабеллы II, был принят национальный герб Испании, расположение элементов в котором сохранилось в современном гербе. После восстановления монархии в Испании герб страны и королевский герб продолжали существовать параллельно. В 1931 году изображение королевского герба было пересмотрено, с целью включения в королевский герб элементов национального герба. В том же 1931 году монархия в Испании была упразднена.
В 1947 году каудильо Франко провозгласил реставрацию монархии, но не позволил занять престол претенденту — Хуану, графу Барселонскому, а предусмотрел впоследствии передачу короны после своей смерти сыну графа Барселонского, Хуану Карлосу. В 1969 году Франко назначил Хуана Карлоса своим «преемником главы испанского государства с титулом короля», но дал ему новый титул принца Испании, поскольку не обладал полномочиями присвоить ему традиционный для наследников испанского престола титул принца Астурийского. В связи с этим с 1971 по 1975 год Хуан Карлос использовал в качестве личного герба не герб принца Астурийского, а герб принца Испании, утверждённый декретом от 22 апреля 1971 года. Эта версия герба была почти идентична той, которая была принята после его вступления на престол в 1975 году. В версии королевского герба 1975 года в четвертях геральдического щита была размещена символика королевств Кастилии, Леона, Арагона и Наварры. Также на гербе присутствовали цепь Ордена Золотого Руна, крест Бургундии, ярмо и пучок стрел, ранее использовавшихся католическими королями Испании. Этот вариант герба использовался в таком виде в период правления Хуана Карлоса I (1975—2014).
После вступления на престол в 2014 году Филиппа VI рисунок герба был изменён, в частности, убраны изображения креста Бургундии, ярма и стрел.

## Описание
Описание герба короля Испании изложено в Королевском декрете 527 от 20 июня 2014 года, как поправка к Разделу II Королевского декрета 1511 от 21 января 1977 года, в котором утверждены описания государственных флагов, штандартов, знаков отличия и эмблем. Герб был принят, когда король Филипп VI взошёл на престол Испании.
Щит разделён на четыре части, которые содержат следующие изображения:
- 1-я четверть, золотой трёхбашенный замок на красном фоне с лазурными воротами и окнами, символизирующий Кастилию;
- 2-я четверть — на серебряном фоне пурпурный лев с раскрытой пастью, увенчанный короной, символизирующий Леон;
- 3-я четверть — чередующиеся золотые и четыре красные полосы, символизирующие Арагон;
- 4-я четверть — на красном фоне цепи, образующие крест с зелёной точкой в центре, символизирующие Наварру.

Внизу на серебряном фоне, два зелёных листа с символическим плодом граната, символизирующим Гранаду.
В центе щита на лазоревом фоне с красной каймой три геральдических лилии — символ династии Бурбон-Анжу.
Щит окружён цепью Золотого руна и увенчан изображением королевской короны Испании — золотой короной с драгоценными камнями, с восемью розетками и восемью вкраплёнными жемчужинами, закрытыми сверху восемью полусферами, из которых пять видны, также украшенными жемчугом и увенчанными крестом на символическом изображении земного шара.

## Галерея

Герб католических королей (1475)
Орёл Сан-Хуан герба католических королей (1492-1506)
Герб Хуаны I (1504-1516)
Герб Филиппа I (соправителя Хуаны I) (1504-1506)
Упрощённый вариант герба Хуаны I и её сына Карла I как монархов Испании.
Герб Карла I как короля Испании и его же как Карла V, императора Священной Римской империи (1519-1556)
1580-1668
1700-1761
1761-1868, 1875-1931
Герб Жозефа Бонапарта (1808-1813)
Герб Амадея I (1870-1873)
1924/1931
Герб Хуана Карлоса I (1975-2014) Как личный герб: 2014-настоящее время
Герб Филиппа VI (2014-настоящее время)